# Церковь Святой Клары (Стокгольм)
Церковь Святой Клары — приходская лютеранская церковь в столице Королевства Швеция городе Стокгольме, расположена в районе Норрмальм, недалеко от центрального железнодорожного вокзала.
Первая церковь святой Клары появилась на этом месте уже в конце XIII века, когда король Магнус Ладулос основал здесь женский монастырь. Церковь была освящена в честь святой Клары Ассизской, основательницы ордена клариссинок.
Монастырь был снесён в 1527 году по приказу шведского короля Густава Васы. От него сохранились только двери алтаря. Вторая церковь святой Клары возводилась по решению короля Юхана III в 1572—1590 годах голландским архитектором Хендриком ван Хувеном. Здание серьёзно пострадало в пожаре 1751 года — выгорели все интерьеры, обрушилась западная башня. Однако уже через год началось восстановление церкви под руководством шведского архитектора Карла Хорлемана. Фасад церкви и новая башня получили свой современный вид при реконструкции 1884—1886 годов. В 1930-е годы крыша церкви была покрыта полутора тысячами медных пластин.
Историческая застройка района Норрмальм была разрушена в середине XX века в ходе масштабной реконструкции центра Стокгольма. Сейчас древняя церковь одиноко стоит в окружении современных домов.
Будучи построенной «в два приёма», церковь Святой Клары сочетает в своём облике черты двух архитектурных стилей — барокко и неоготики. Объём церкви однонефный, с трансептом. Здание сооружено из красного кирпича, традиционного для архитектуры Северной Европы; фасады и башня украшены чёрными горизонтальными полосками.
Башня церкви Святой Клары высотой 116 метров, увенчанная позолоченным петушком, — самая высокая в Стокгольме и вторая по величине в Швеции, после башни кафедрального собора Уппсалы. Четыре окружившие её небольшие башенки придают образу яркую запоминающуюся индивидуальность, а венчающий шпиль башни золотой петушок завершает впечатление лёгкости и праздничности. На башне 35 колоколов общей массой восемь с половиной тонн; самый большой колокол весит 1700 килограмм, а самый маленький — только 20 килограмм. Уже в наше время, в 1965 году башня обзавелась электрическими часами.
Интерьер церкви выдержан в бело-золотых тонах, отличаясь торжественностью и пышностью убранства. Алтарь 1766 года обрамлён двумя резными коленопреклонёнными фигурами ангелов. Своды церкви расписаны в начале XX века Оле Йортсбергом. Привлекают внимание также большие позолоченные люстры и витражи.
Кладбище церкви Святой Клары сохранилось с XVII века, здесь похоронены поэт и музыкант Карл Микаэль Бальман, писательница Анна-Мария Ленгрен, другие известные шведские деятели искусств и политики. В 1982 году во дворе церкви установлен памятник поэту-песеннику Нильсу Ферлину, с сигаретой в руке, работы скульптора Карла Гёте Бейемарка.
Сегодня церковь Святой Клары является одним из центров благотворительной деятельности в Стокгольме. Здесь раздают еду бездомным и беженцам, оказывают психологическую помощь наркоманам, священники церкви окормляют заключённых стокгольмских тюрем.